# 365 días: Aquel día
365 días: Aquel día (en polaco: 365 Dni: Ten Dzień) es una película erótica polaca de 2022 dirigida por Barbara Białowąs y Tomasz Mandes. Es una secuela de 365 días, está basada en This Day, la segunda novela de una trilogía de Blanka Lipińska y protagonizada por Anna-Maria Sieklucka, Magdalena Lamparska y Michele Morrone. La película se estrenó en la plataforma de streaming Netflix el 27 de abril de 2022.

## Sinopsis
Laura (Anna-Maria Sieklucka) y Massimo (Michele Morrone) ahora están casados. Laura perdió a su bebé por nacer en el accidente en el clímax de la primera película, pero lo mantiene en secreto a su esposo, al igual que el hecho de estar embarazada. Su única confidente es Olga (Magdalena Lamparska), que está ocupada por una floreciente relación con el socio de Massimo, Domenico (Otar Saralidze), por lo que Laura tiene que cumplir el rol de ama de casa tranquila y perseverante, un papel que rápidamente desprecia dado que las responsabilidades de la esposa de un mafioso son simplemente sentarse y dejarse mimar, para su protección.

## Reparto
- Anna-Maria Sieklucka como Laura Biel
- Magdalena Lamparska como Olga
- Michele Morrone como Don Massimo Torricelli / Adriano Torricelli
- Otar Saralidze como Domenico[2]
- Simone Susinna como Nacho[2]

## Producción
El rodaje comenzó en mayo de 2021, en zonas de Italia y Polonia, con Anna-Maria Sieklucka y Magdalena Lamparska retomando sus papeles de la primera película. La producción estaba programada originalmente para comenzar en 2020, en Sicilia y Polonia, pero se retrasó debido a la pandemia de COVID-19. En febrero de 2021 también se confirmó que Michele Morrone retomaría su papel.

## Estreno
El estreno se realizó el 27 de abril de 2022 en la plataforma de Netflix en Polonia, Estados Unidos y el Reino Unido.

## Recepción
Jonathan Wilson de Ready Steady Cut hizo una crítica negativa de la película, diciendo que la película, junto con otras películas eróticas, tenía «representaciones profundamente poco saludables del sexo y de las relaciones que exaltan y justifican varias formas de controlar el abuso y la dominación», y solo había 15 minutos de trama de la película, si se quitaran los montajes de sexo, que componían el 80 % de la película.

## Secuela
Los planes para una secuela, titulada Next 365 Days, se retrasaron debido a la pandemia de COVID-19. En mayo de 2021, se informó que Netflix había comenzado a filmar Next 365 Days al mismo tiempo que 365 días: Aquel día para su estreno en 2022. Se confirmó que Morrone, Sieklucka y Lamparska regresaban.